# Romanthony
Romanthony was de artiestennaam van Anthony Wayne Moore (5 september 1967 - 7 mei 2013). Romanthony was zanger en producer van housemuziek en maakte onderdeel uit van de deephousestroming. Hij produceerde zelf muziek maar werd het meest bekend als zanger van de hit One more time van Daft Punk.

## Biografie
Moore begon zijn muzikale loopbaan in de clubscene van New Jersey. Daar richtte hij in 1991 het label Blackmale records op, waarop hij zijn platen begon uit te brengen. Al snel werd hij ontdekt door Azuli Records, waar platen als Falling from Grace en Let Me Show You Love" (1994) verschenen. Op dit label bracht hij in 1996 het album Romanworld uit, waarop deephouse werd vermengd met invloeden uit de bluesrock. In 1999 maakte hij samen met DJ Predator het album Instinctual.
Zijn grootste bekendheid kreeg Romanthony toen hij in 2000 voor Daft Punk het nummer One more time van vocalen voorzag. Het nummer werd een wereldhit. Voor het album Discovery zong hij ook Too long. Rond die tijd verscheen ook het album R.Hide In Plain Site (2000), waarop hij veel aandacht vestigde op het schrijven van songs. In 2001 experimenteerde hij met breakbeat met het project Phat pussycat, waarvan het album Phatt Life verscheen. Daarna bleef hij vooral singles uitbrengen en werkte hij samen met Kris Menace, Laidback Luke en Kraak & Smaak. In mei 2013 werd echter bekend dat Anthony Wayne Moore was overleden aan de gevolgen van een nierziekte. Hij werd 45 jaar.

## Discografie
Albums:
- Romanworld (1996)
- Instinctual (ft. DJ Predator) (1999)
- Live in the Mix (1999)
- R.Hide in Plain Site (2000)
- Phatt Pussycat - Phatt life (2001)